# Седая девушка
«Седая девушка» (кит. 白毛女; pinyin: Bái Máo Nǚ ) — первая китайская национальная опера, созданная в январе-апреле 1945 года авторским коллективом Академии им. Лу Синя и провозглашённая «образцовой» КПК. В основе либретто Хэ Цзинчжи и Дин Ни, удостоенного в СССР Сталинской премии (1952), — переосмысленные на новый лад предания провинции Хэбэй о живущей в горах Белой, или Беловолосой святой деве.

## Сюжет
Действие происходит  в период японской агрессии и Великого похода. 1935-й, канун встречи Нового года.
Помещик Хуан Шижэнь принуждает крестьянина-вдовца Ян Байлао за долги отдать в наложницы дочь-красавицу Си-эр. Жениху Ван Дачуню не удаётся спасти невесту. Безутешный отец Ян Байлао убивает себя. Ван Дачунь уходит служить в Восьмую армию (будущую НОАК). Девушка бежит в горы и завладевает кумирней Матушки-богини, чтобы кормиться жертвоприношениями, — для чего совершает несколько убийств. Регулярно доставляющие в кумирню еду и благовония крестьяне боятся Си-эр, воспринимая как воплощение бессмертной Белой девы, которая отбирает у духов жертвенную пищу.
Конец — счастливый: измученную и совершенно седую Си-эр находят солдаты Восьмой армии, в их числе Ван Дачунь. Помещика с женой убивают, их имущество раздают бедным, Си-эр с Ван Дачунем женятся и становятся активистами компартии.

### Идейная основа
Переработанная победившей Красной армией Китая народная легенда о призраке беловолосой девушки (белый — цвет смерти), умерщвляющей в грозовую ночь своих обидчиков на развалинах старого храма.
Мораль: «старый режим превращал людей в бесов, — нынешний превращает бесов в людей». По наблюдению исследователей фольклора, провозглашение «Седой девушки» «образцовой революционной оперой» было шагом глубоко обоснованным: Коммунистическая партия Китая не единожды демонстрировала мастерское умение работать с архетипами народного сознания.

## Публикация в СССР
- Хэ Цзинчжи, Дин Ни. Седая девушка: Пьеса / Перевод с китайского П. Захарова. Переводы стихов Семёна Бытового, Дмитрия Левоневского. Послесловие С. Кочетовой // Звезда. 1951. № 2. С.68—106.

 — Сталинская премия Второй степени в области литературы и искусства (драматургия), 1952.

## Театральные постановки
«Седая девушка» — пятиактный музыкальный спектакль, созданный в январе-апреле 1945 г.
Музыку к опере написали композиторы Ма Кэ, Чжан Лу, Цюй Вэй, Хуань Чжи, Сян Юй, Чень Цзы, Лю Цзы, Лю Чи.

### Постановки в СССР
- 1952 — Театр Вахтангова. Режиссёр — Сергей Герасимов, при участии Самсона Самсонова и Татьяны Лиозновой. Художник — Вадим Рындин. Композитор — Климентий Аркадьевич Корчмарёв. Си-Эр — Галина Пашкова; Мать Хуана — Цецилия Мансурова.

Режиссёр Самсон Самсонов вспоминал:

«В 1952 году Сергей Аполлинариевич позвал Таню Лиознову и меня (оба мы тогда были безработные) поставить вместе с ним на сцене Театра им. Вахтангова китайскую пьесу „Седая девушка“. Это незабываемый период в моей жизни. Таня отвечала за музыкальное решение, а я — за работу с актёрами. (…) Спектакль имел успех. Сергея Аполлинариевича и нас все поздравляли. Подошёл Сергей Михалков:
— Сверлите дырочки.
— Какие дырочки? — широко раскрыла глаза моя однокурсница, будущий режиссёр „Семнадцати мгновений весны“ Таня Лиознова.
— Дырочки на пиджаках, — хмыкнул Михалков. — Для значка „Лауреат Сталинской премии“, уже всё известно.
Шёл январь 1953 года. Сергей Аполлинариевич радовался:
— Вот так и должно быть. Раз! И у вас уже Сталинская премия! Кто вас теперь обидит? Никто. Наоборот — вам дадут работу, и всё будет хорошо. Ну? Вы довольны?
— Сергей Аполлинариевич! Да вы наш бог! Вы нас спасли от безработицы…
А в это время Сталин взял и умер. И все разговоры о Сталинских премиях прекратились в одну секунду. Но я если и был огорчен, то не сильно — ведь я уже репетировал на сцене Театра киноактёра „Попрыгунью“!» .

## Экранизация
- «Седая девушка», 1949, режиссёры Шуй Хуа и Ван Бинь — первый китайский фильм, шедший в 1951 широким прокатом в СССР и пользовавшийся зрительской популярностью [2].